# Schildola ductilis
Schildola ductilis är en insektsart som beskrevs av Young 1977. Schildola ductilis ingår i släktet Schildola och familjen dvärgstritar. Inga underarter finns listade i Catalogue of Life.